# Петру Гроза
Петру Гроза е румънски политик, министър-председател на Румъния в периода 1945 - 1952 г. и председател на президиума на великото национално събрание от 1952 до 1958 г. Основател и лидер на партията Земеделски фронт.

## Биография
Роден е през 1884 г. в Бачия, Трансилвания (тогава част от Австро-Унгария). Учи право в университетите в Будапеща, Лайпциг и Берлин. През 1918 г., след края на Първата световна война, става консул на Трансилвания, след като областта е присъединена към Румъния. Гроза е избран на този пост от Румънската национална партия. През 1920 г. политикът напуска и отива в Народната партия. В този период той е министър на строителството в кабинета на Александру Авереску.
Гроза е крупен земевладелец и мирянин на Румънската православна църква. Заради религията си, той не влиза в Комунистическата партия, макар да е привърженик на идеите на комунизма.
През 1933 г. основава партията Земеделски фронт, защитаваща интересите на селяните в страната. В началото на Втората световна война правителството на Йон Антонеску започва гонения срещу опозиционните партии и Гроза е арестуван и вкаран в затвора. Земеделецът е освободен в началото на 1944 г. и се включва в активната борба срещу пронацисткото управление. Земеделският фронт участва в коалицията Национален демократичен фронт, заедно с Румънска комунистическа партия, Партия на селяните - социалисти, Социалдемократическа партия и други по-малки леви движения.
След преврата от 23 август 1944 г., подкрепен от крал Михай I, комунистите печелят позиции в румънското общество. С подкрепа от окупиралата Румъния Червена армия Гроза става министър-председател в началото на 1945 г. Само три дни, след като се издига на поста, Гроза успява да върне северна Трансилвания в границите на Румъния, запазвайки правата на унгарското малцинство в нея. Кабинетът на премиера стабилизира позициите на комунистите чрез граждански реформи и коалиционно управление от 1948 г.
По време на управлението си, Гроза се бори срещу монархията. Още през 1945 г. крал Михай I иска оставката на Гроза, заради прекалено голямата съветизация на страната и неспазване на клаузите от Ялтенската конференция. Отношенията между двете силни фигури се обтягат и в края на 1947 г. премиерът, с подкрепата на комунистите, принуждава краля да абдикира. Така Румъния е провъзгласена за Народна република.
През 1952 г. Гроза е избран за председател на Президиума на Румъния и остава на поста държавен глава до смъртта си през 1958 г.